# 后叶镇
后叶乡，是中华人民共和国重庆市云阳县下辖的一个乡镇级行政单位。

## 行政区划
后叶乡下辖以下地区：
后叶社区、杉湾村、吉庆村、平进村、凤鸣村、良民村和清顺村。